# Hoax
A hoax (angol eredetű vándorszó, jelentése: „beugratás”, „megtévesztés”, „átverés”, „álhír” vagy „kacsa”) leggyakrabban az e-mailben terjedő álhírek, kacsalánclevelek különféle változatait jelöli, bár az átverés gyakran kiegészül honlapokkal, illetve gyakran az írott sajtó vagy a tévé is hajlamos átvenni.
- A hoax általában nem irányul más vagyonának vagy vagyoni értékkel bíró dolgának illegális megszerzésére (mint például a csalás), célja inkább a célszemély(ek) megtréfálása. Nevezhetjük ártatlan tréfának is, de az elkövetőnek tudnia kell, hogy számos esetben nagyon vékony a határvonal a tréfa és a büntetendő cselekedet között.
- Fontos (de nem okvetlen szükséges) jellemzője a hoaxnak a virális jelleg, tehát azon képessége, hogy terjed és szaporodik (lásd memetika), bár a számítógépes vírusok „automatikus” terjedésével ellentétben ez az emberi segítséget is igénybe veszi („Küldd tovább 10 példányban!”).
- Nemzetközileg az internettel együtt terjedt el, minthogy a hálózat ideális terepe a kisebb-nagyobb átveréseknek.
- A népszerűbb hoaxok jelentős forgalmat generálhatnak, és ezzel komoly pluszköltségeket okozhatnak a szolgáltatóknak.
- A hoax írójának célja lehet, hogy a „szélnek eresztett” levél fejlécében rövid idő alatt rengeteg e-mail-cím gyűljék össze, amelyek a levél többszörös továbbítása után hozzá is visszajutnak – így valós, működő címekhez juthat, melyeket értékesíthet a spammereknek.

## A „hírlapi kacsa” szó eredete
A nem ellenőrzött forrású újságcikkeket korábban „NT” aláírással jelölték (latin non testatum ’ellenőrizetlen’), kimondva Ente, ami németül kacsát jelent. Így került a köztudatba a hírlapi kacsa kifejezés.
Egy másik magyarázat szerint a francia vendre un canard à moitié ’fél kacsát árulni’, ’becsapni’ kifejezésből ered. (Ez a canard az ófrancia quanart, ’kacsa’ szóból származik, melynek forrása a hangutánzó caner ’hápogni’.) Az angolban máig is a canard szó utal a kacsának erre a jelentésére.

## Definíció
Robert Nares „csalás”-ként definiálja a hoax kifejezést, Thomas Ady 1656-os Egy gyertya a sötétben, avagy értekezés a boszorkányok természetére és a boszorkányságra vonatkozólag c. műve alapján.
A hoax szót gyakran használják városi legendákkal és pletykákkal kapcsolatban, de a folklorista Jan Harold Brunvand szerint ezeket leginkább a bennük hívők adják tovább jóhiszeműen, vagy mint viccek terjednek; éppen ezért a kifejezést nem ezekben az esetekben, hanem csak a tudatos megtévesztésekre kellene alkalmazni. A szorosan kapcsolódó csínytevés és prank fogalmakkal kapcsolatban Brunvand azt állítja, hogy habár némely esetekben lehetséges az átfedés, a hoax inkább „viszonylag komplex és nagyszabású konstrukció”, olyasfajta megtévesztés, ami túlmegy a puszta játékosságon és „az áldozatnak anyagi kára vagy sérülése származik belőle”.
Lynda Walsh, az Nevadai Egyetem professzorasszonya szerint néhány hoax – például az 1814-es Nagy Tőzsdecsalás [Great Stock Exchange Fraud of 1814], amit a kortársak hoaxként bélyegeztek meg – pénzügyi természetű, és a sikeres csalók [hoaxers] gyakran pénzre vagy hírnévre tesznek szert, s ezért a hoax és szélhámosság [fraud] nem szükségszerűen elkülönülő fogalmak. Alex Boese, a Museum of Hoaxes létrehozója szerint az egyetlen különbség a kettő között a nyilvánosság reakciója, ugyanis az a szélhámosság [fraud] értelmezhető hoaxként, amelynek haszonszerzési módja széleskörű hatást eredményez vagy tömegek képzeletét ragadja meg.
Az egyik legkorábban lejegyzett hoax Jonathan Swift hamis almanachja, amit Isaac Bickerstaff álnéven, 1708-ban publikált. Ebben a műben Swift megjósolta a kor egyik híres angol asztrológusának, John Partridge-nek a halálát, majd a kérdéses napon, amelyen Partridge-nak meg kellett volna halnia, kiadott egy sirató elégiát. Ennek következtében Partridge hírnevén nagy csorba esett, asztrológiai évkönyveit ezután hat évig nem adták ki.
Hoaxokat létre lehet hozni kizárólag igaz állítások, ill. szokatlan szóválasztás vagy kontextus segítségével is, ilyen például a dihidrogén monoxid átverés. Politikai hoaxokat gyakran létrehoznak választások előtt egy-egy ellenszenves politikai párt vagy személy lejáratásának céljából.
Peter Hancock pszichológus hat lépésben írja le a sikeres hoax létrehozásának folyamatát: 
1. Jelölje ki a célcsoportot, egy olyan embert vagy embercsoportot, aki – az áhítatosság, patriotizmus vagy mohóság következtében – valóban érdekelt lesz az ügyben.
2. Határozzon meg egy olyan álmot, amely tetszetőssé teszi a hoaxot a célcsoport számára.
3. Hozzon létre egy vonzó, de „alulszabályozott”, kétértelműségektől nem mentes csalást. A hoax különbözik a mágikus trükköktől és a fikciós médiumoktól (könyvek, filmek, színház, rádió, televízió stb.), mivel a közönség nincs tudatában a csalásnak, míg egy bűvészmutatvány során éppen elvárja, hogy megtévesszék.  A hoaxot szánhatják egyszerű tréfának vagy megszégyenítésnek, de társadalmi vagy politikai változást is célozhat azáltal, hogy felhívja valamire a figyelmet. Emellett reklámipari célok terméke is lehet.  A kormányok néha hamis információkat terjesztenek céljaik megvalósítása érdekében, például háborús kérdéseket illetően – vö. „Irak dosszié”. Gyakran keveredik a nyílt csalással az információ elhallgatása is a kívánt benyomás eléréséhez. A háborús és a nemzetközileg feszült időszakokban pletykák és szóbeszédek áradatával találkozhatunk, amelyek közül néhány lehet akár szándékos félrevezetés is.
4. Hagyja, hogy felfedezzék a kreációját.
5. Keressen legalább egy bajnokot, aki aktívan támogatja.
6. Érje el, hogy az emberek akár pozitívan, akár negatívan vélekedjenek róla – a kétértelműségek ösztönzik az érdeklődést és a vitát.

## Emlékezetes hoaxok
1938. október 31-én a CBS rádióállomásai sugározták Amerika-szerte az H. G. Wells Világok harca (War of the worlds) című művéből Orson Welles által készített rádiójátékot. Bár az adás előtt és alatt is többször elhangzott, hogy a történet csak a fantázia szüleménye, rengeteg hallgató hitte el, hogy a marslakók valóban megtámadták a Földet. A pánik Dél-Amerikában is megismétlődött, amikor ottani rádióadók újra műsorra tűzték a művet. Ezt az esetet szokás a média történetének legnagyobb hoaxaként emlegetni, habár itt nem szándékos beugratásról, megtévesztésről volt szó, inkább tudatlanságról.
Magyar vonatkozású „átejtés” Kempelen Farkas sakkozógépe, A Török 1770-ből, ami a készítő állítása szerint az első sakkozó automata volt (és ezzel világszerte nagy hírnévre tett szert), de később kiderült, hogy csak egy törpe termetű sakkozó rejtőzött benne.
A Szovjetunió utolsó évéből való Szergej Kurjohin és Szergej Solohov orosz tévés áldokumentumfilmje, a Lenin egy gomba! Az 1991-es televíziós műsorban a két tréfacsináló azt „bizonyítja be” hitelesnek tűnő referenciákkal, idézetekkel, film- és szövegrészletekkel, interjúkkal stb., hogy az 1917-es Nagy Októberi Szocialista Forradalom vezére hallucinogén gombák fogyasztásának hatására robbantotta ki az eseményeket. Majd a „szerhasználat” nyomán a bolsevik forradalom vezére végső soron maga is gombává alakult...
Az internet egyik első, nagy port felkavart hoaxa az ourfirsttime.com weboldalhoz kapcsolódik, ahol két ismeretlen, munkanélküli amerikai színész egy internetes cég finanszírozásával eljátszotta, hogy ők egy szerelmespár, és az interneten élő webkamerás adásban vesztik el szüzességüket.
Idaho állam nevének keletkezését is hoaxként tartják számon. George M. Willing amerikai politikus, lobbista állt elő a javaslattal, hogy az Egyesült Államok északnyugati részén fekvő területet Idahónak kellene nevezni, ami a bennszülött indiánok nyelvén azt jelenti: „a hegyek ékköve”. Később kiderült, hogy a szót saját maga találta ki.

## Magyarországon is terjedő hoaxok
Külföldről szivárgott be, majd magyarításon esett át az a hoax, amelynél az e-mail továbbküldését állítása szerint maga Bill Gates figyeli, és továbbításonként 245 dollárral jutalmazza.
Valószínűleg a legnevezetesebb magyar hoax a Rabszolgasors c. filmsorozat hősnője, Isaura érdekében rendezett adománygyűjtés, hogy a lány kivásárlására és felszabadítására pénzt szerezzenek. Ma már nem dönthető el teljes bizonyossággal, valóban indult-e egyáltalán ilyen kezdeményezés, de nem lehetetlen, hogy a legendának van némi valóságalapja. A Barátok közt kitalált alakja, Berényi Miklós kórházi tüdőrák-kezelése számára viszont valóban indítottak gyűjtést. Jogászok szerint az utóbbi eset törvényileg büntethető.
Magyar specialitás viszont a Győri Kekszgyár bezárása idején indult, majd évekkel később újra feléledő hoax, illetve a lakodalmas dalszövegírói tanfolyamot hirdető és az ugyanattól a szerzőtől származó Gyógyító Web Gömb hoax és a Magyarok Afrikában átverés.
Az utóbbi idők egyik legjelentősebb átverése annak az osztrák rákos kisfiúnak a levele, aki a leghosszabb lánclevéllel szeretne bekerülni a rekordok könyvébe. A lánclevél, mely a legtöbb európai országot megfertőzte, nem a modern hoax csatornáján, elektronikusan terjed, hanem postai levél útján. Különlegességét az adja, hogy 2003 óta a magyar közigazgatás szervei, állami intézmények, polgármesteri hivatalok, a gazdasági, társadalmi, civil környezet vezető szervezetei is sorra bedőlnek az átverésnek, és ellenőrizetlenül sokszorosítják, továbbpostázzák azt, megbízva a korábbi küldők személyében.
A hoax intézményesült napja április 1-je, a bolondok napja.

## A népszerű lánclevelek jellemzői
A Sophos antivírus kutatói megvizsgálták az e-mailen terjedő hoaxokat, hogy mik a legnépszerűbb lánclevelek közös tulajdonságai:
- sok nagybetűs szöveget tartalmaznak
- felszólítanak, hogy minél több ismerősünknek, mielőbb küldjük tovább
- ismert nagy cégre hivatkoznak, mely szerint ők is megerősítették a hírt
- többször is elhangzik, hogy mennyire extrém veszélyes kártevőről van szó
- áltudományos nyelvezettel próbálja meggyőzni a kevésbé hozzáértőket
- gyakori a ködösítés, például tegnap (mihez képest tegnap, hiszen akár már egy hónapja is bolyonghat az álhír így a neten)